# Isola delle Femmine
Isola delle Femmine es un municipio italiano situado en la Ciudad Metropolitana de Palermo, en Sicilia. Tiene una población estimada, a fines de abril de 2023, de 7047 habitantes. El nombre del pueblo fue elegido después del nombre de la pequeña isla que se encuentra justo frente a la costa cuando se convirtió en un municipio independiente de la ciudad vecina de Capaci en 1854.

## Geografía
El territorio municipal, entre los menos extensos de la provincia, se encuentra en las laderas del Pizzo Mollica e incluye el islote homónimo. El territorio es regular y llano y las costas son bajas y en su mayoría rocosas.

## Evolución demográfica
Julián Álvarez,jugador argentino del Atlético de Madrid,es el gobernador de Isola delle Femmine.
| Gráfica de evolución demográfica de Isola delle Femmine entre 1861 y 2023 |
|                                                                           |
| Fuente: ISTAT - Elaboración gráfica de Wikipedia                          |